# Cantón de Pont-de-Salars
El cantón de Pont-de-Salars era una división administrativa francesa, que estaba situada en el departamento de Aveyron y la región de Mediodía-Pirineos.

## Composición
El cantón estaba formado por ocho comunas:
- Agen-d'Aveyron
- Arques
- Canet-de-Salars
- Flavin
- Le Vibal
- Pont-de-Salars
- Prades-Salars
- Trémouilles

## Supresión del cantón de Pont-de-Salars
En aplicación del Decreto n.º 2014-205 de 21 de febrero de 2014, el cantón de Pont-de-Salars fue suprimido el 22 de marzo de 2015 y sus 8 comunas pasaron a formar parte; seis del nuevo cantón de Raspes y Lèvezou, una del nuevo cantón de Meseta Comtal y una del nuevo cantón de Norte del Lèvezou.